# Hala Huseín
Hala Huseín (Bagdad, Irak; 1972) es la hija menor del ex presidente de Irak, Sadam Huseín y su esposa Sajida Talfah. Sus hermanos mayores son Uday Huseín, Kusay Huseín, Raghad Huseín y Rana Huseín. 
Hala Huseín nació el año 1972 en Bagdad, Irak. Hala era considerada la hija predilecta y la más querida de Sadam Huseín. Se conoce muy poco sobre ella, ya que su padre nunca permitió fotografías o registros, y cualquier registro que permaneció en Irak fue destruida por las tropas estadounidenses cuando estaban llegando a Bagdad en el año 2003. 
Debido al comienzo de la Guerra Irán-Irak y la Guerra del Golfo, su padre la envió a vivir con su abuelo materno Khairallah Talfah por su seguridad. Dentro del entorno familiar, Hala Huseín despreciaba a su hermano mayor Uday Huseín, ya que este a menudo le levantaba la voz constantemente a ella. 
Se casó en 1998 con el general iraquí Jamal Mustafa Abdallah Sultan al-Tikriti. La pareja tuvo dos hijos.
El año 2003, el presidente estadounidense George W. Bush ordenó a la familia Huseín salir de Irak dentro de las 48 horas siguientes. Hala Huseín, sus hermanas y su madre, huyeron de Irak. A pesar de que sus hermanas fueron a Jordania, donde se les concedió el asilo, se supuso que Hala junto con su madre, Sajida Talfah se fueron inicialmente a Catar. Esto se cree que es cierto debido a una entrevista con Raghad y Rana que se produjo en Jordania, donde Hala no estaba presente. 
Durante la invasión estadounidense, su marido se entregó a las fuerzas de la coalición en Bagdad el 17 de mayo de 2003.